# Patrício Bisso
Patricio César Bisso (Buenos Aires, 28 de janeiro de 1957 — Buenos Aires, 13 de outubro de 2019) foi um ator, figurinista, cenógrafo, ilustrador e colunista argentino radicado no Brasil de 1974 a 2002. Atuando simultaneamente em espetáculos underground e em veículos de comunicação de massa, foi uma personalidade conhecida do panorama cultural brasileiro, especialmente entre os anos 1970 e 1990. 
Desde cedo, Patricio demonstrava talento para o desenho e começou ainda adolescente a fazer trabalhos de ilustração para jornais e lojas de departamentos em Buenos Aires.
Sua primeira vinda ao Brasil deu-se em 1973, aos 16 anos, quando projetou a ambientação de uma casa noturna na cidade de Florianópolis.
No ano seguinte, abandonou o colégio e mudou-se para São Paulo, onde trabalhou, ainda menor de idade, como ilustrador na agência de publicidade DPZ e no Jornal da Tarde. 
Ainda em 1974, estreou como ator no espetáculo Ladies na Madrugada, de Mauro Rasi, com uma interpretação da atriz e cantora argentina Libertad Lamarque. Sua participação nessa peça —considerada precursora do gênero besteirol— serviu para mostrar o talento e versatilidade de Patricio, que, além de atuar, fazia seu próprio figurino e maquiagem.
Depois de passar uma temporada em Londres, entre 1978 e 1979, trabalhando no estúdio de animação de Oscar Grillo, Patricio retornou a São Paulo. 
Nos anos 1980, se dedicou a criar no Brasil uma carreira solo como performer, paralelamente à sua carreira de artista gráfico. A partir de 1983, ganhou um quadro fixo na programação da Abril Vídeo, parceria da TV Gazeta com a editora Abril, em que interpretava a personagem que marcaria para sempre sua carreira: a sexóloga russa Olga del Volga.
Durante essa década, trabalhou ainda como figurinista de diversos filmes, entre eles "O Beijo da Mulher Aranha" (1985), de Héctor Babenco, primeiro e único longa brasileiro (coprodução americana) a concorrer ao Oscar de melhor filme e melhor diretor (em 1986). 
Em 1985, levou aos palcos um de seus espetáculos mais bem recebidos pelo público e pela crítica, Louca Pelo Saxofone, em que interpretava diversas divas da canção internacional dos anos 1950 e 1960. A trilha do show transformou-se num disco que conta com a participação de Rita Lee e Wanderléa, entre outros artistas de sucesso.
No mesmo ano, foi convidado a integrar o elenco da novela Um Sonho a Mais, da Rede Globo, com sua Olga del Volga. A personagem ganhou ainda um quadro recorrente no programa da apresentadora Hebe Camargo. 
Desde o final dos anos 1980, Bisso começou a dedicar esforços a levar a vida de Olga ao cinema. Durante a década seguinte, chegou a escrever um roteiro e conseguiu o apoio de amigos —como o ator Paulo Autran, José Wilker, Sonia Braga, Elke Maravilha e a própria Hebe— que se comprometeram a tomar parte no elenco do filme. O projeto, no entanto, jamais saiu do papel.
Mesmo não tendo perseguido uma carreira na sua Argentina natal, durante a década de 80, Bisso chegou a atuar junto a grupos do underground portenho, como Las Bay Biscuits, de Vivi Tellas, e com artistas consagrados, como Federico Moura, do grupo Virus, e Charly García.
Seu último espetáculo musical foi Bissolândia, de 1994, em que parodiava personagens de histórias infantis. 
Depois disso, retirou-se dos palcos, mas continuou a fazer ilustrações para a imprensa, além de figurinos para filmes, peças de teatro e musicais. Em 2002, Patricio retornou à Argentina, para nunca mais voltar ao Brasil.
Morreu em 2019, aos 62 anos, no dia 14 de outubro, em sua casa, em Buenos Aires, de um infarto fulminante.

## No cinema

### Como ator
- 1979 - Maldita Coincidência
- 1982 - Das Tripas Coração
- 1982 - O Homem do Pau-brasil
- 1983 - Onda Nova
- 1984 - A Estrela Nua
- 1985 - Além da Paixão
- 1985 - O Beijo da Mulher Aranha ... como Greta [11]
- 1987 - Brasa Adormecida
- 1989 - Dias Melhores Virão
- 1991 - Naked Tango

### Como figurinista
- 1991 - Naked Tango
- 1987 - Brasa Adormecida
- 1985 - O Beijo da Mulher Aranha

## No teatro

### Espetáculos musicais autorais
- Perfume de Gardênia (1977)
- Uma Noite Perdida com Patricio Bisso (1978)
- Caprichos do Coração (1980)
- Uma Outra Noite Perdida com Patricio Bisso (1983)
- Louca Pelo Saxofone (1985)
- Bisso, Black and Blue (1988)
- Sarau Siberiano (1991)
- Programa das Índias (1992)
- Bissolândia (1994)

### Como ator
- Ladies na Madrugada (texto de Mauro Rasi), nos papeis da Libertad Lamarque e Eva Perón. Teatro Treze de Maio, São Paulo (1974)[12]

### Como autor
- Castronauts, or How I Killed Fidel, [13] com Bobby Houston (2008)

## Na televisão

### Como ator
- 1983 a 1984 - Abril Vídeo (TV Gazeta), dentro do programa São Paulo na TV, como Olga del Volga
- 1985 - Um Sonho a Mais (Globo) como Olga del Volga
- 1987- Hebe (Band/SBT) como Olga del Volga
- 1993 - Retrato de Mulher - Episódio 7 - "Era Uma Vez Dulcineia" (Globo) - como Olga del Volga e apresentadora de concurso

## Na imprensa

### Como ilustrador
- Jornal da Tarde (1974 a 1980)
- Folha de S.Paulo (1980 a 2002)
- "A imagem do som de Chico Buarque" (Ed. Barleu, 1999), de Felipe Taborda, com a ilustração da letra de "Bom Conselho".

### Como colunista
- Jornal da Tarde
- Folha de S.Paulo